# Imaginaerum
| Оценки критиков    | Оценки критиков |
| Источник           | Оценка          |
| ------------------ | --------------- |
| About.com          | [ 5 ]           |
| AllMusic           | [ 6 ]           |
| Lords of Metal     | [ 7 ]           |
| Sea of Tranquility | [ 8 ]           |
| Metalstorm         | [ 3 ]           |
| The Metal Observer | [ 9 ]           |
| The Metal Circus   | [ 10 ]          |

Imaginaerum  (с англ. «Воображариум») — седьмой студийный, концептуальный альбом финской симфоник-метал-группы Nightwish, выпущен во всем мире в период с 30 ноября 2011 года по 16 января 2012 года.
Imaginaerum является концептуальным и рассказывает историю старого композитора в его последние минуты жизни, воспоминаниях о его детстве. Альбом создавался параллельно с одноименным альбому фильмом. Режиссёр фильма — Стобе Харью, который ранее снял для группы промовидео «The Islander». Сценарий написали Стобе Харью и Микко Рауталахти по рассказу Туомаса Холопайнена.
Это последний альбом, записанный группой в составе с вокалисткой Анетт Ользон и ударником Юккой Невалайненом и первый с участием Троя Донокли (ещё в качестве сессионного музыканта).

## История создания
30 августа было объявлено, что альбом переименован в Imaginaerum, дабы избежать путаницы со множеством других вещей под названием Imaginarium.
За два дня до официального релиза в Финляндии, произошла утечка, в результате которой через несколько часов весь альбом был доступен практически на всех популярных музыкальных ресурсах в сети.
Официальный релиз Imaginaerum состоялся в Хельсинки в ночь с 29 на 30 ноября 2011 года.

## Планы выступлений в поддержку альбома
На 2012 год назначен мировой тур в поддержку альбома. Первый концерт прошёл 21 января 2012 года в зале Gibson Amphitheatre в Юниверсал Сити (Лос-Анджелес, США). Специальным гостем на концерте стала группа Amorphis.

## Версии альбома
Regular Edition — стандартное однодисковое издание;
2CD Digipak — двухдисковый диджипак, состоящий из альбома и его инструментальной версии и двустороннего постера
2CD Digipak + Allover T-Shirt — эксклюзивное издание от официального веб-магазина Nightwish, доступное только для предзаказа и содержащее двухдисковый диджипак и черно-белую Imaginaerum-футболку с принтом по всей площади ткани;
12" 2LP Clear Vinyl — альбом на двух LP пластинках диаметром 12";
2LP Marbled Vinyl — альбом на двух белых LP пластинках. Количество ограничено 250 копиями, в комплекте — постер;
2LP Picture Disc — альбом на двух полиграфических LP пластинках (пластинки с изображениями);
MP3 Download — альбом в цифровом формате (MP3);
Deluxe MP3 Download — альбом и его инструментальная версия в цифровом формате (MP3);
Limited Digibook — эксклюзивное издание, доступное на германском подразделении онлайн-магазина Amazon. Содержит двухдисковый диджибук, постер и календарь на 2012 год;
Nuclear Blast Mailorder Edition — бокс-сет, доступный только для предзаказа в онлайн-магазине Nuclear Blast Records. Содержит альбом, его инструментальную версию, а также третий диск с одним треком «Rest Calm» в его демоверсии в исполнении Марко Хиеталы и Imaginaerum-зеркало. Издание ограничено 1000 копий;
Roadrunner Records CD/T-Shirt/Litho Bundle — сет, доступный только для предзаказа в онлайн-магазине Roadrunner Records. В составе альбом, его инструментальная версия, четыре эксклюзивных цифровых бонус-трека, эксклюзивная Imaginaerum-футболка и литография, подписанная всей группой. Североамериканские заказчики получат этот сет шестого декабря — за месяц до официального релиза в США, а также получат шанс выиграть билет на первое шоу в поддержку альбома в Лос Анджелесе.
Цифровые бонус-треки:
- «Storytime» (Demo w/ Marco Hietala Vocals)
- «I Want My Tears Back» (Demo)
- «Slow, Love, Slow» (Demo)
- «The Crow, The Owl And The Dove» (Demo)

## Синглы
Первым синглом с Imaginaerum стала композиция «Storytime», выпущенная 9 ноября 2011 года в Швеции и Финляндии и 11—14 ноября в остальных странах Европы. Клип к песне был снят в сентябре во время съемок фильма и содержит образы, с которыми коллектив выступит в фильме с песней Scaretale. Такая тактика запутывания была применена с целью не выдать раньше времени детали сценария.
Вторым синглом с альбома стала песня «The Crow, the Owl and the Dove», выпущенная в марте 2012 года. Би-сайдом на этом сингле стала композиция «The Heart Asks Pleasure First» — кавер на балладу Майкла Наймана. Песня была записана ещё во время сессий для Dark Passion Play, но автору не понравился результат и он не дал разрешения на релиз. В дальнейшем разрешение на выпуск композиции было получено.

## Список композиций
| №   | Название                         | Автор(ы)                                          | Длительность |
| --- | -------------------------------- | ------------------------------------------------- | ------------ |
| 1.  | «Taikatalvi»                     | Туомас Холопайнен                                 | 2:35         |
| 2.  | «Storytime»                      | Туомас Холопайнен                                 | 5:28         |
| 3.  | «Ghost River»                    | Туомас Холопайнен                                 | 5:25         |
| 4.  | «Slow, Love, Slow»               | Туомас Холопайнен                                 | 5:51         |
| 5.  | «I Want My Tears Back»           | Туомас Холопайнен                                 | 5:08         |
| 6.  | «Scaretale»                      | Туомас Холопайнен                                 | 7:32         |
| 7.  | «Arabesque»                      | Туомас Холопайнен                                 | 2:52         |
| 8.  | «Turn Loose the Mermaids»        | Туомас Холопайнен                                 | 4:19         |
| 9.  | «Rest Calm»                      | Туомас Холопайнен                                 | 6:59         |
| 10. | «The Crow, the Owl and the Dove» | Марко Хиетала — музыка, Туомас Холопайнен — слова | 4:10         |
| 11. | «Last Ride of the Day»           | Туомас Холопайнен                                 | 4:31         |
| 12. | «Song of Myself»                 | Туомас Холопайнен                                 | 13:30        |
| 13. | «Imaginaerum»                    | Туомас Холопайнен/Пип Уильямс                     | 6:18         |

### Композиции[17]
«Люди старательно изображают из себя поклонников музыки, но в подавляющем большинстве случаев не дают ни намёка на то, что хотя бы слушали её»
Генри Дэвид Торо

1. Taikatalvi
Этот мир — не что иное, как холст для нашего воображения.
2. Storytime
Каково это — отправиться в ночной полёт по самым изумительным местам в компании со снеговиком, как в классическом рождественском мультфильме? Смысл самого нашего существования обретается в историях, сказках и воображении. Они — самая наша суть.
3. Ghost River
Жизнь — это безоговорочная привилегия; река, наполненная чудесами и ужасами. Любовь, печаль, красота, зло и соблазн. И все они необходимы нам для того, чтобы пережить путешествие и насладиться им. Добро, Зло, Боль и наслаждение — они взаимосвязаны.
4. Slow, Love, Slow
Самая истинная любовь не нуждается в словах, требованиях или обещаниях. Это безмолвная территория, и абсолютно безусловная.
5. I Want My Tears Back
Тоска по чему-то давно ушедшему, но тому, что ещё можно вернуть.
6. Scaretale
Чудовища в чулане, визжащие свиньи, полчища пауков и вспарывающие плоть гарпии. Погружение в неизгладимые детские кошмары — яркий и извращённый цирк уродов.
7. Arabesque
Катарсис ночного кошмара. Рождение через танец смерти.
8. Turn Loose the Mermaids
Мы безмолвно наблюдаем за тем, как её умирающий любимый человек отправляется в своё последнее путешествие… теперь уже навсегда; чарующий момент красоты и утешения.
9. Rest Calm
Воспоминания и надежда это те две вещи, которые никто и никогда не сможет у тебя отнять. Безмятежность моего собственного прошлого — неисчерпаемый источник успокоения и вдохновения.
10. The Crow, the Owl and the Dove

«Оставь себе любовь, оставь себе деньги, оставь себе славу. Мне же дай лишь Истину»
Генри Дэвид Торо

Любовь — это всё, и лишь Истина является нашим проводником к более высокому состоянию.
11. Last Ride of the Day
Тематический парк вот-вот закроет свои двери, но аттракцион «американские горки» совершает ещё один «забег», и в этой поездке ты оказываешься совершенно один. Стемнело, и фейерверки только начали полыхать в небесах. Моменты, подобные этому, как проводники к несчётным мечтаниям, к глубокому постижению, и, в конечном счёте, к волнующему осознанию, что ты всего лишь пылинка в этом бескрайнем вращающемся космосе.
12. Song of Myself
Наш поклон в сторону Уолта Уитмена и наша версия его трансцендентального празднования жизни и самого существования, глубоко погружающаяся в персональные «очистительные» переживания.
13. Imaginaerum
Спасибо Вам за то, что разделили это путешествие с нами, надеемся в скором времени увидеть Вас снова. На сцене зажигаются огни, и начинается Великолепное Представление…

### Сертификация
| Страна    | Награды    |
| --------- | ---------- |
| Финляндия | 3х Платина |
| Швейцария | Золото     |
| Словакия  | Золото     |
| Германия  | Золото     |
| Греция    | Золото     |
| Польша    | Золото     |

## Участники записи
Nightwish
- Туомас Холопайнен — композитор, клавишные, пианино, оркестровая аранжировка
- Анетт Ользон — вокал
- Марко Хиетала — бас-гитара, вокал
- Эрно Вуоринен — гитара
- Юкка Невалайнен — ударные, перкуссия

Другие участники
- Пип Уильямс — оркестровая аранжировка
- Лондонский Симфонический Оркестр — оркестр[20]
- Metro Voices — хор
- Трой Донокли — Ирландская волынка и Вистл